# Zainal 'Abdin bin Ahmad
Zainal Abidin bin Ahmad (16 de septiembre de 1895-23 de octubre de 1973), conocido por su apodo Za'aba, fue un escritor y lingüista malayo. Zaaba modernizó el idioma malayo mediante la publicación en 1936 de una serie de libros de gramática titulados Pelita Bahasa, y editados por el Sultan Idris Training College. Los libros contienen guías para modernizar la estructura del idioma clásico malayo, y transformarlo en el idioma malayo que se utiliza a principios del siglo XXI. Los cambios más importantes están relacionados con la sintaxis, al pasar de la forma pasiva clásica a una forma activa moderna.

## Biografía
Zainal Abidin nació en Kampung Bukit Kerdas, Batu Kikir, Jempol en el estado de Negeri Sembilan; siendo el mayor de tres hermanos. Su madre, Intan Awaluddin (1877-1907) era de etnia Minangkabau, mientras que su padre Ahmad Ibrahim (1862-1927) era un buginese de una familia de alcurnia de las islas Riau —su padre era la única persona alfabetizada de la villa—. Sin embargo, Zainal Abidin aprendió a escribir y a leer en forma autodidacta a la edad de 5 años, practicando sus estudios en hojas verdes de banano con un palito a guisa de lápiz. Este temprano interés por las letras indujo a su padre a comprarle una pizarra y tizas. Ello motivo más aún a Zainal y le permitió perfeccionar sus habilidades con la escritura.
Za'ba realizó sus estudios primarios en la escuela malaya en Batu Kikir a la edad de 12 años. Su excelencia académica le permitió avanzar con rapidez. Su padre lo transfirió a una escuela en Linggi en 1909, con la esperanza de que Za'ba se convirtiera en ulama, allí Zainal Abidin estudió el idioma árabe y la jurisprudencia islámica. Luego continuó sus estudios en el Colegio St. Paul en Seremban, siendo el primer estudiante malayo en aprobar el Senior Cambridge test en 1915.
La trayectoria de Za'aba como maestro fue:
- 1916: English College Johore Bahru
- 1918: Malay College Kuala Kangsar
- 1923: Departamento de Educación, Kuala Lumpur
- 1924: Maktab Perguruan Sultan Idris, Tanjung Malim
- 1939: Departamento de Información, Singapur hasta 1942
- 1942: Escuela de Estudios Orientales y Africanos, Universidad de Londres hasta 1951
- 1954: Universidad Malaya, Singapur hasta 1959.

Za'ba era un gran lector y tenía un talento especial para escribir, la mayoría de sus escritos fueron publicados en los periódicos locales y revistas. Publicó una serie de monografías sobre el idioma malayo, incluido Pelita Bahasa (La Luz del Lenguaje) y Ilmu Mengarang Melayu (Técnicas de la escritura malaya). Otros escritos incluyen una recopilación y traducción de las obras de Shakespeare, titulada Cerita-Cerita Shakespeare que fue publicada por Percetakan Gudang Chap en Singapur.
Escribió numerosos ensayos de crítica social en contra de las características de la sociedad malaya contemporánea y contra el gobierno colonial británico entonces vigente. Su influencia se manifestó en la formación de la Organización Nacional de Malayos Unidos, un partido político que tuvo un rol determinante en la política malaya y aun a principios del siglo XXI es uno de los partidos gobernantes en Malasia.